# Kees Pijl
Cornelis Alidanis Pijl, detto Kees (Oosterhout, 9 giugno 1897 – Rotterdam, 3 settembre 1973), è stato un calciatore e allenatore di calcio olandese, di ruolo attaccante.

## Carriera

### Club
Fu fra i più importanti giocatori della storia del Feyenoord, di cui risulta il secondo miglior marcatore nella storia dietro a Jaap Barendregt. Con la squadra di Rotterdam vinse l'Eredivisie nel 1924 e nel 1928 ed ottenne la Coppa d'Olanda nel 1930.

### Nazionale
Con la Nazionale olandese raggiunse il quarto posto ai Giochi Olimpici del 1924.

## Palmarès

### Club

#### Competizioni nazionali
- Campionato olandese: 2

Feyenoord: 1923-1924, 1927-1928
- Coppa dei Paesi Bassi: 1

Feyenoord: 1929-1930